# Dufourea marginata
Dufourea marginata är en biart som först beskrevs av Cresson 1878.  Dufourea marginata ingår i släktet solbin, och familjen vägbin.

## Underarter
Arten delas in i följande underarter:
- D. m. halictella
- D. m. marginata

## Bildgalleri

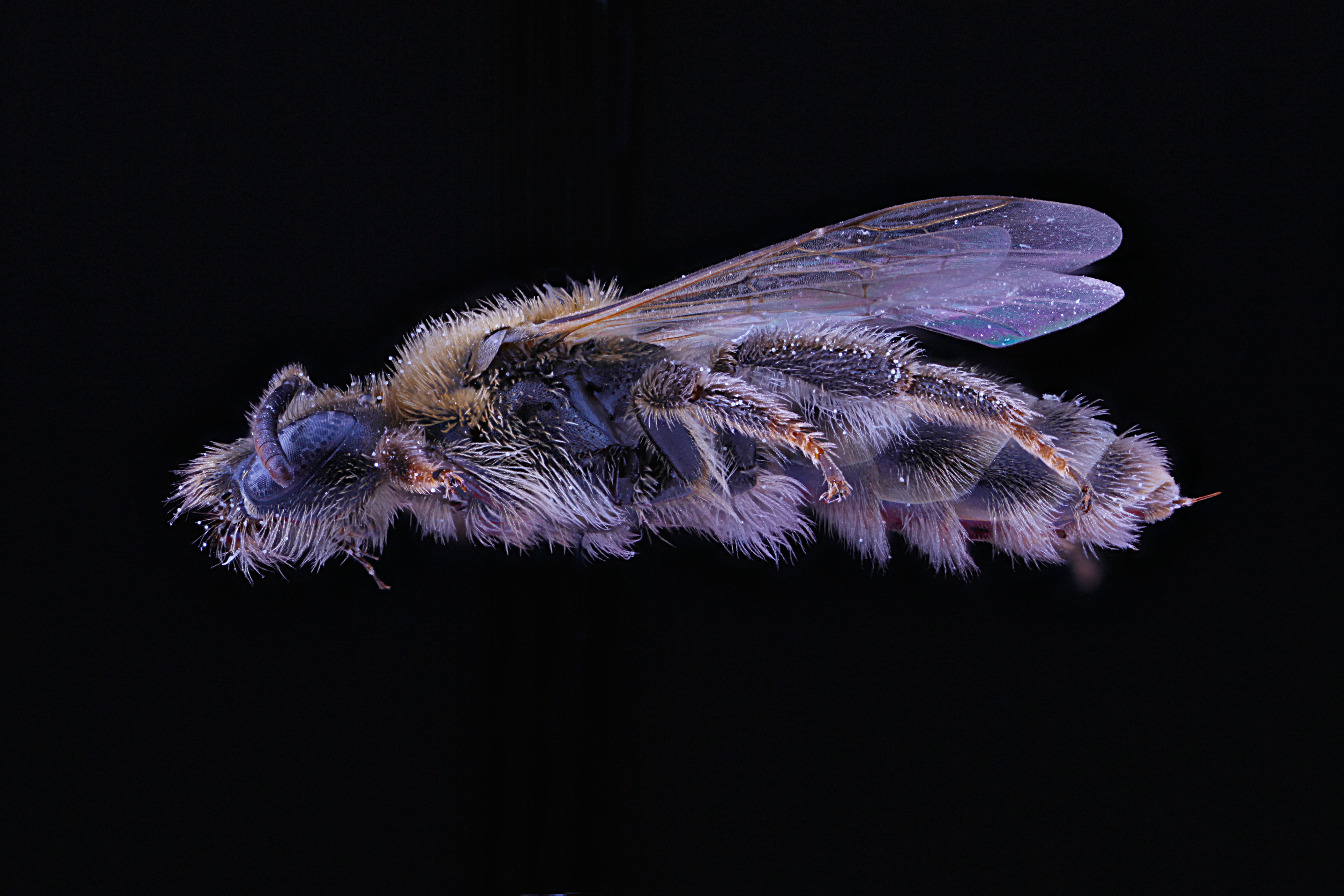
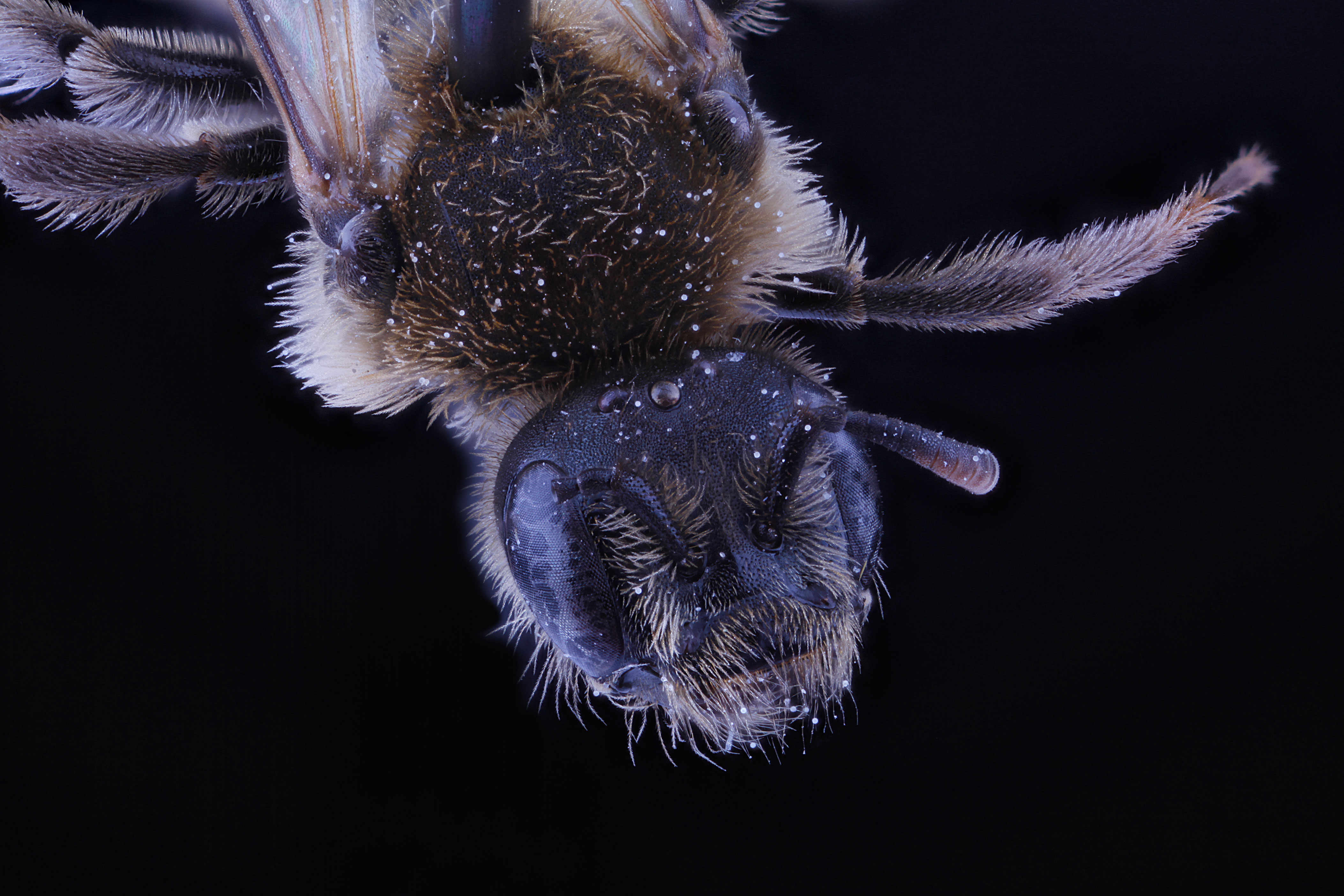
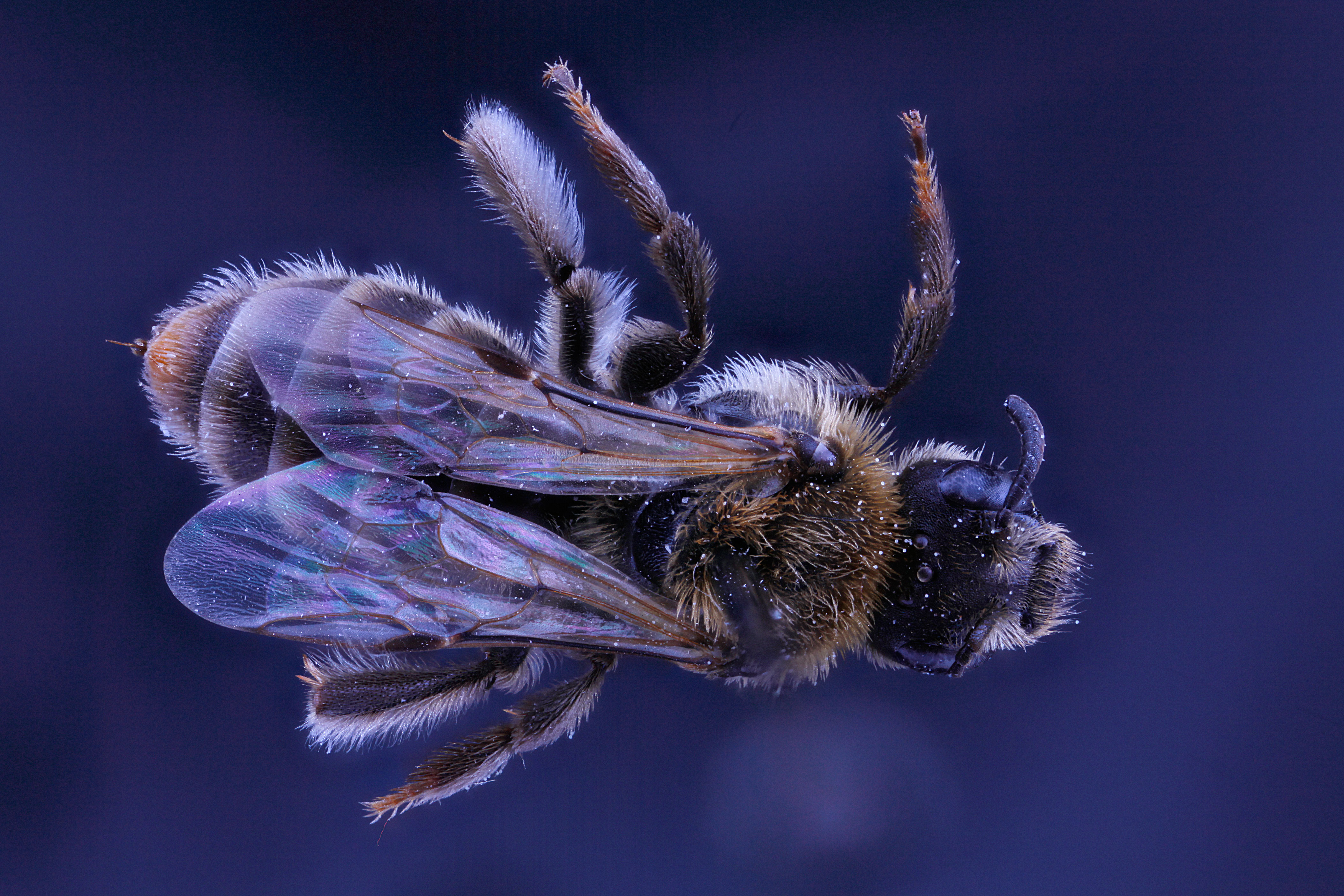
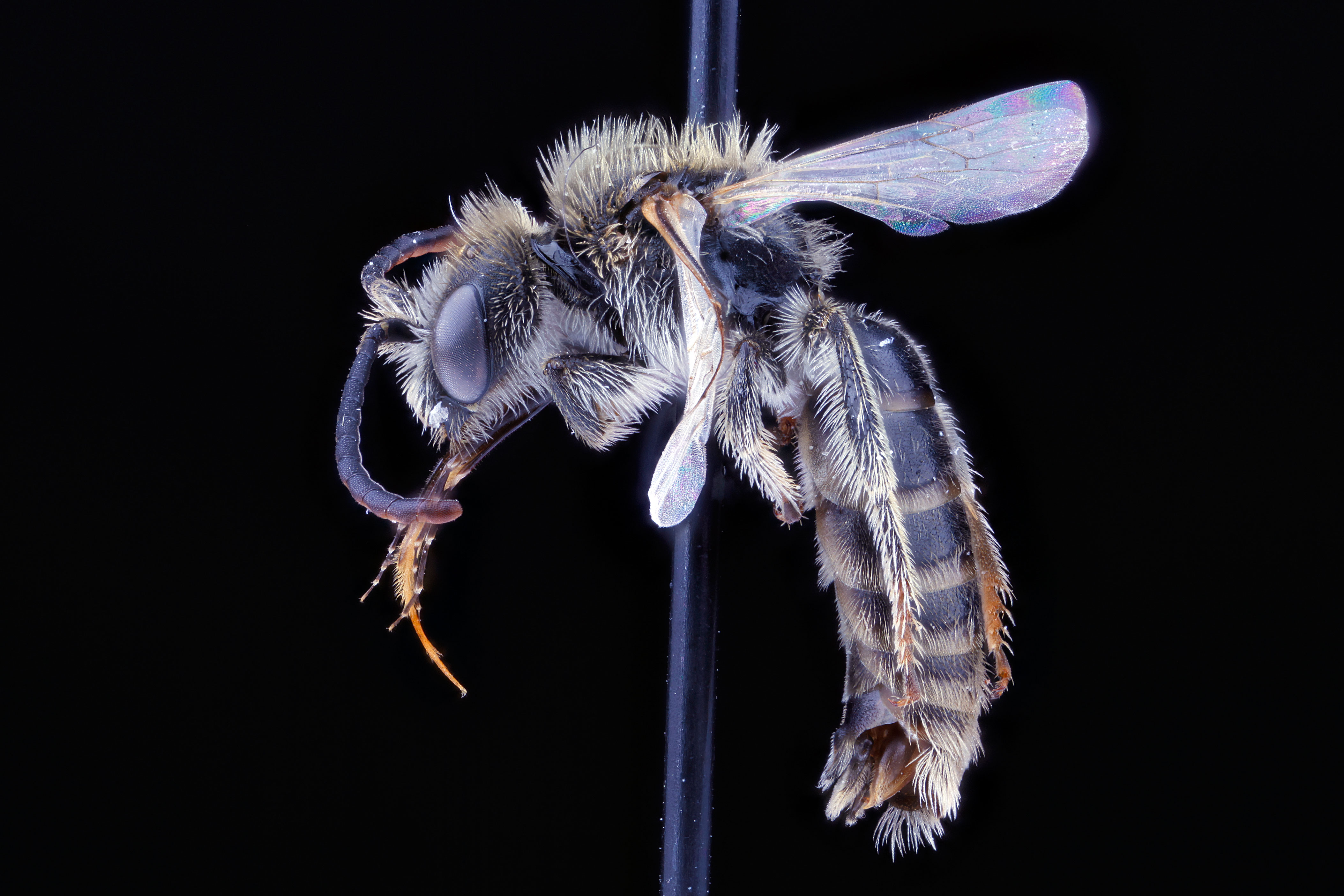
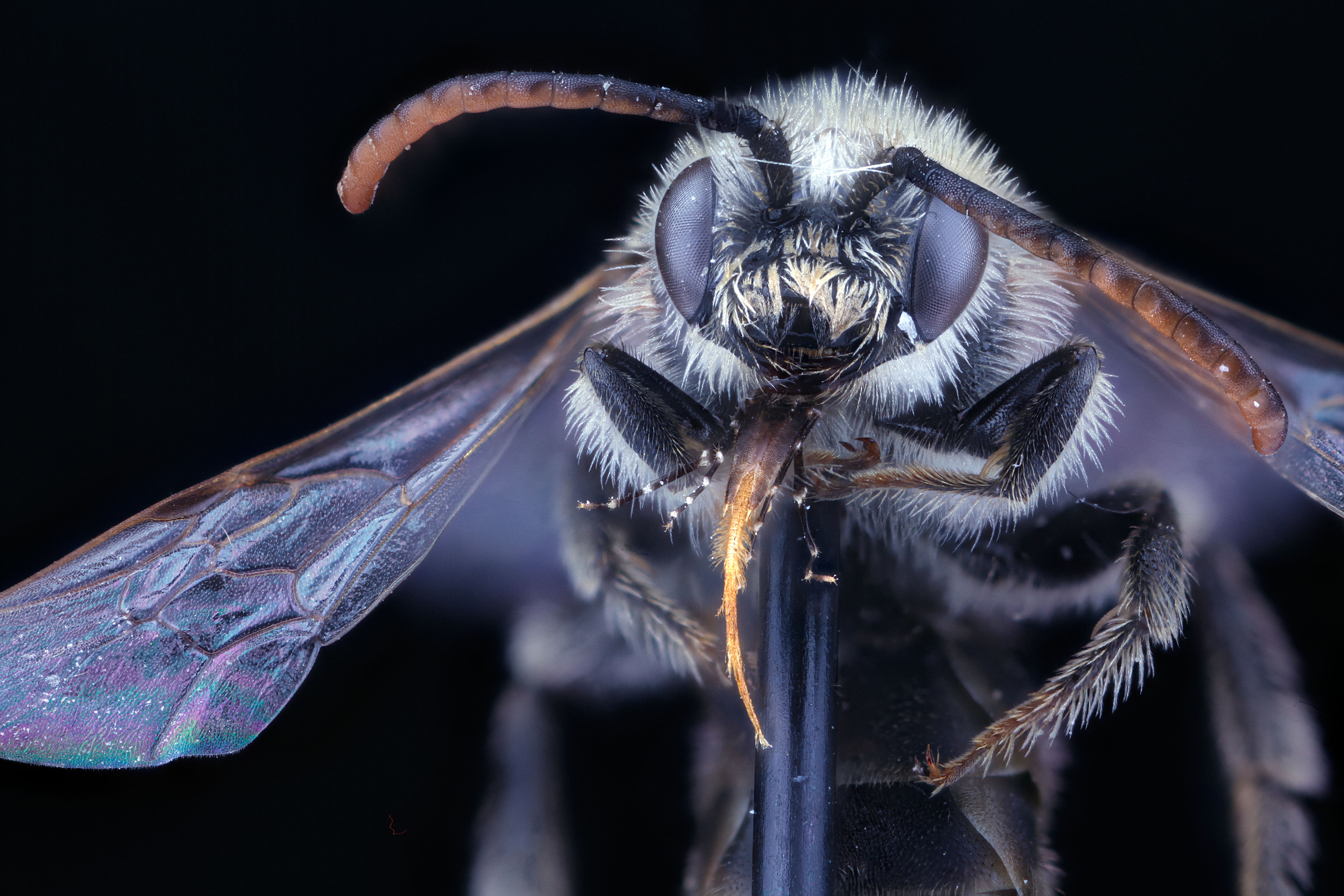
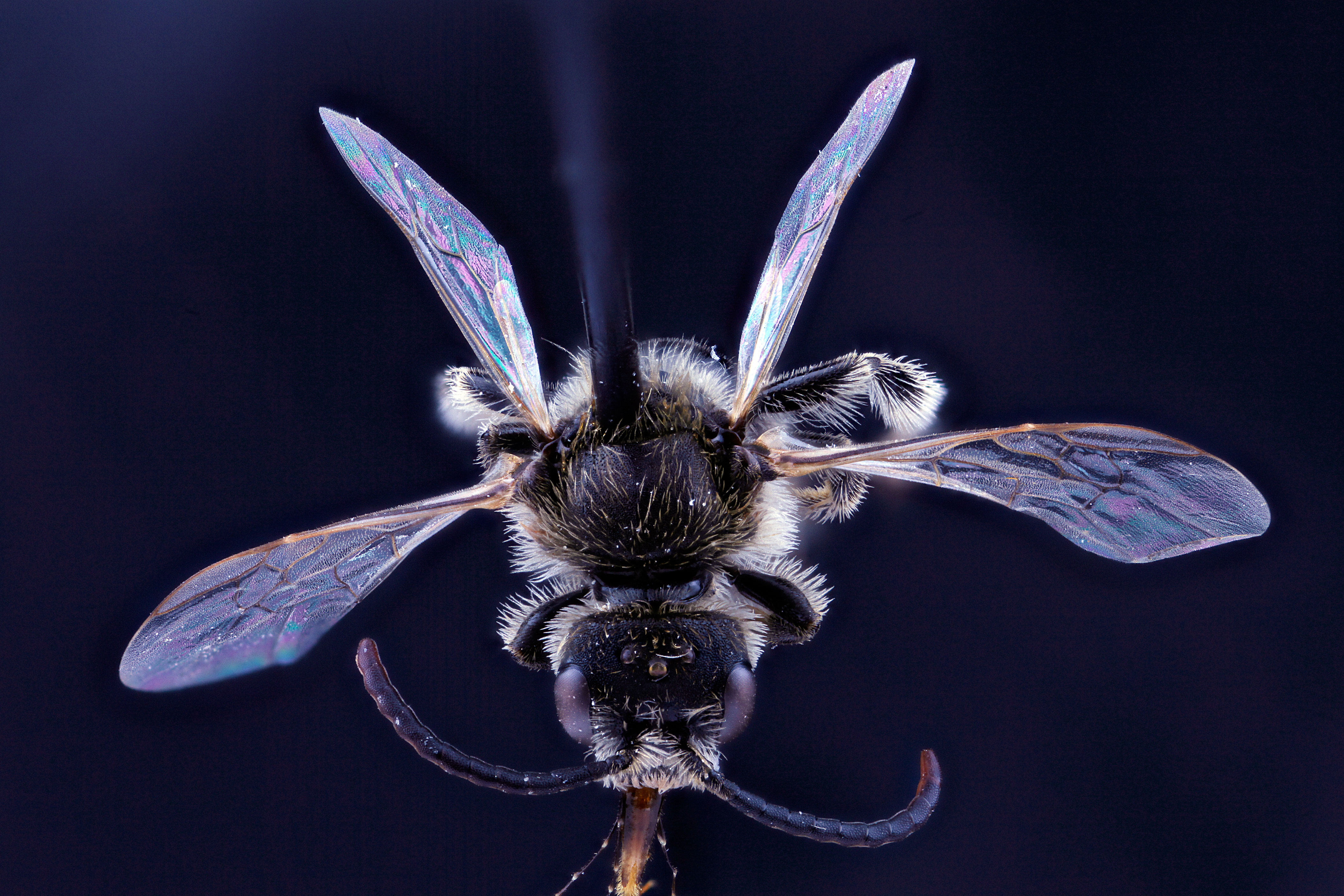